# Памятные монеты Российской империи
Памятные монеты Российской империи — монеты, которые чеканились во времена Российской империи в честь коронаций и значимых событий. Памятные монеты использовались наряду с обычными монетами, которые выпускались большими тиражами. Согласно утверждению одних источников, первой памятной монетой Российской империи считается пять рублей 1832 года, а последней — рубль посвящённый 200-летию Гангутского сражения, который был отчеканен в июне 1914 года тиражом 30 тысяч экземпляров. Памятные монеты создавались известными гравёрами, художниками и медальерами. Памятные монеты также называли медальными или мемориальными.

## История

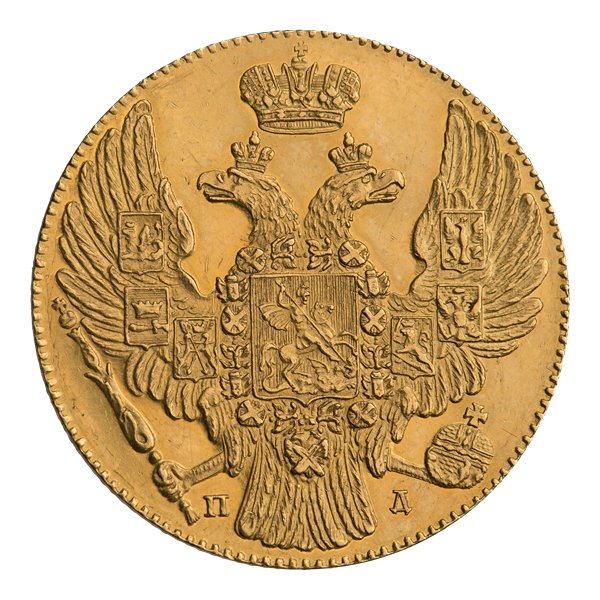
Пять рублей 1832 года. Памятная монета (аверс)

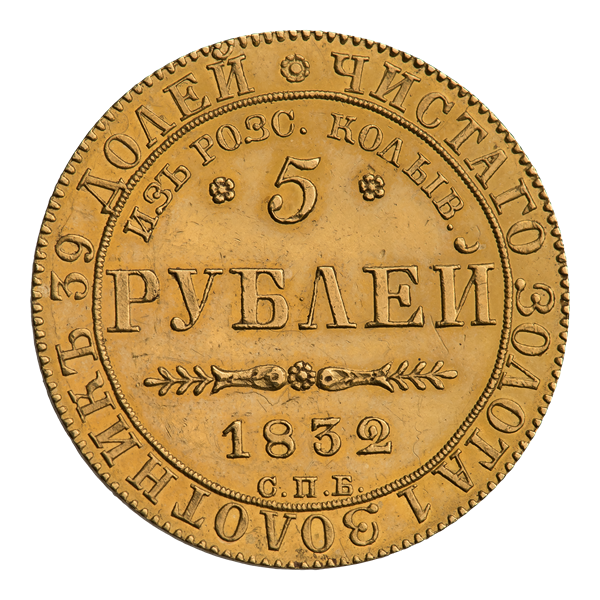
Пять рублей 1832 года. Памятная монета (реверс)

История чеканки памятные монет начинается еще до наступления XIX века. В XVIII веке существовали специальные жетоны, выпускаемые в честь важных событий, их чеканку осуществляли в весе против дуката. Жетоны изготавливались в память о прошедших коронациях. Есть основания полагать, что именно жетоны использовали для разбрасывания в толпе народа.
Использовались памятные и наградные медали, которые чеканились в весе серебряного рубля. В отличие от большинства монет, у них не было обозначения номинала.

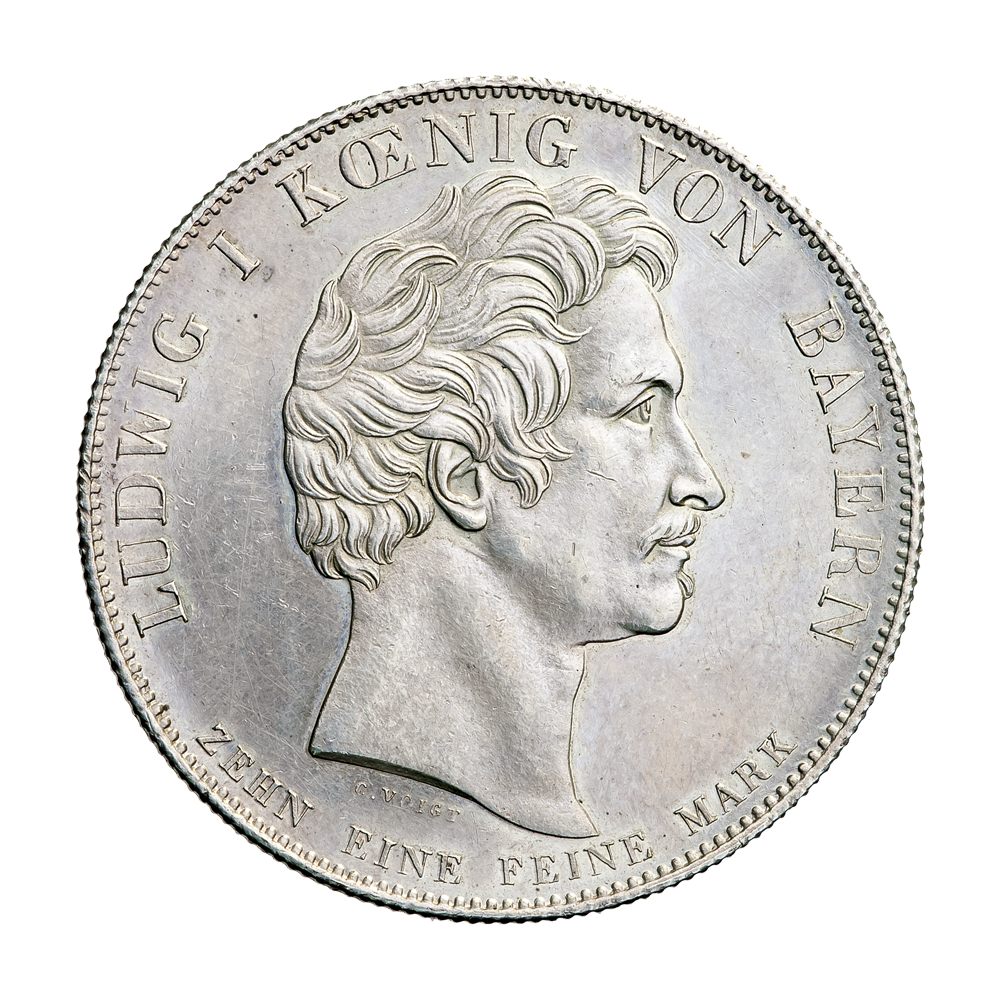
Талер 1828 года «Благословение небес», послуживший прототипом для создания «семейного полуторарублевика» Николая I в 1835 году (аверс)

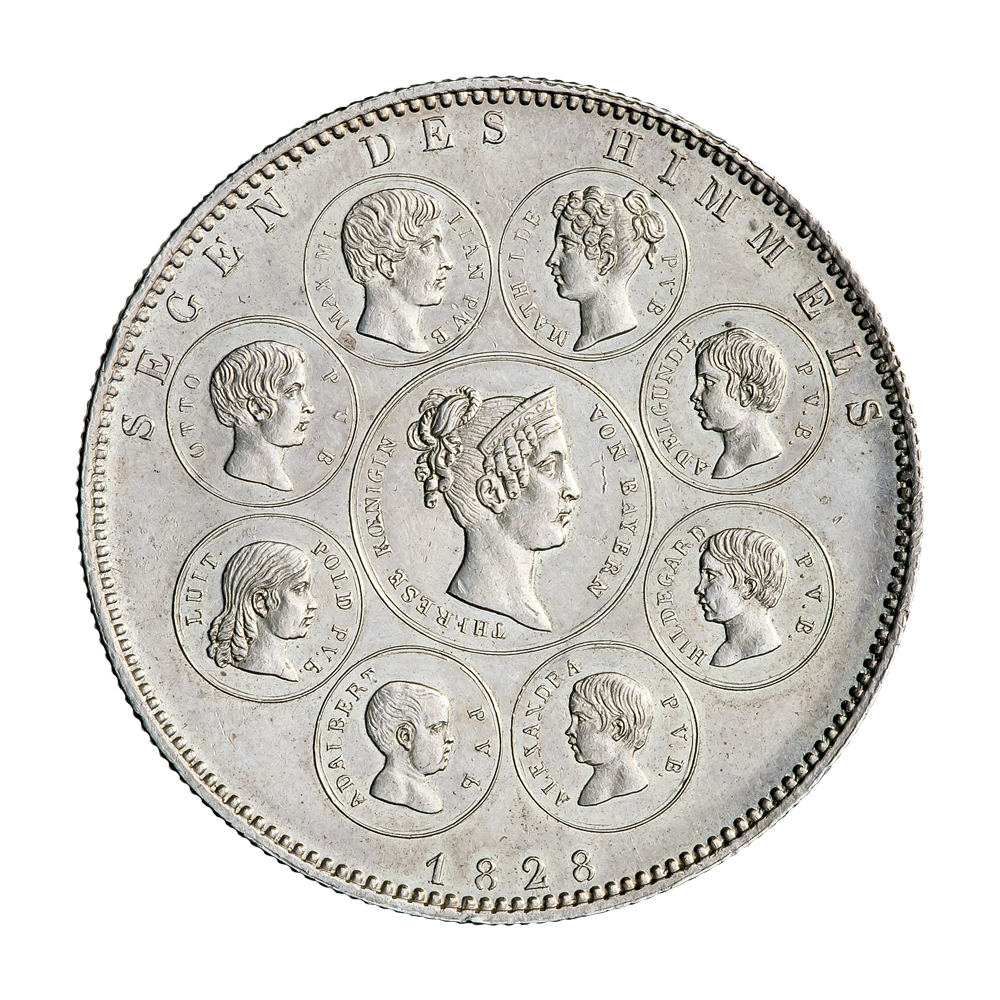
Талер 1828 года «Благословение небес», послуживший прототипом для создания «семейного полуторарублевика» Николая I в 1835 году (реверс)

Юбилейные, памятные и донативные монеты Российской империи не стоит путать между собой — у них есть характерные отличия. Донативным монетам придавалась сувенирное значение, а памятные монеты могли использоваться также, как и обычные, которые выпускались целыми тиражами. Юбилейные монеты выполнялись в высоком художественном стиле, над ними работали лучшие гравёры. Чаще всего они чеканились в серебре.
В 1832 году состоялся выпуск пятирублевой монеты, которая была выпущена в честь начала использования в монетном производстве золота, которое добывали на Колывано-Воскресенских приисках. Это была русская памятная монета, которую отчеканили тиражом в 1000 экземпляров. На пятирублевой монете — золотом полуимпериале — была надпись «ИЗЪ РОЗС.КОЛЫВ.», что значило «из россыпей Колыванских». На лицевой стороне монеты изображен двуглавый гербовый орёл с короной, скипетром, державой. Вес монеты — 6,54 г, из которых 6 г — чистого золота, диаметр — 22,6 мм.
В честь открытия Александровской колонны в Петербурге в 1834 году, был отчеканен первый русский серебряный памятный рубль. Сама колонна была установлена в 1832 году, монета была отчеканена в 1836 году, но датируется она 1834 годом. На одной из сторон монеты есть изображение Александровской колоны и подпись «Александру Первому — благодарная Россия. 1834 год» и содержится обозначение номинала «1 рубль». С другой стороны отчеканен портрет императора с надписью «Александр Первый Б. М. Император Всерос».
Осенью 1835 года министр финансов Российской империи граф Канкрин получил от Российского посла в Мюнхене князя Григория Ивановича Гагарина монету — талер 1828 года «Благословение небес». На монете размещался портрет монарха на аверсе и супруги и восьмерых детей на реверсе. Эта монета послужила прототипом для создания монеты с подобным дизайном в России. Выпуск монеты предположили сделать к десятилетию правления Николая I, которое постепенно приближалось. Министр финансов дал указание монетному двору заняться тайным изготовлением штемпелей полуторарублевика. Портреты членов императорской семьи решили скопировать с табакерки, которая была у князя Голицына. Вардейн двора генерал-майор Евстафий Иванович Эллерс поручил сделать гравировку штемпелей Павлу Петровичу Уткину. Павел Уткин был выпускником академии художеств и в 1835 году был утвержден в звании медальера. В декабре 1835 года был создан первый образец монеты, у которой были существенный отличия от ее прототипа. На ней не был указал титул монарха, как и отсутствовала причина чеканки памятной монеты. Но был указан год чеканки 1835, и номинал — двойной, русско-польский. Вначале было отчеканено 46 монет, из которых 10 забраковали. 36 монет были переданы графу Канкрину. 6 декабря 1835 года император Николай I получил монеты, идею чеканки которых одобрил с некоторыми поправками. Императору не понравился портрет императрицы, которая, по его мнению, выглядела старше, чем в реальной жизни. Медальер Павел Уткин сделал новые штемпели, которые были датированы уже 1836 годом. Лицевая сторона монеты почти не изменилась, но были внесены изменения в обратную сторону монеты. Лицо императрицы были изображено по-другому, рамки вокруг портретов великих князей и княжон были убраны, была удалена подпись медальера. Новый вариант дизайна полуторарублевика императору понравился. 2 февраля 1836 год — дата указа про изготовление ста монет, из которых было отчеканено лишь 50 по причине того, что существующие штемпеля вышли из строя. Новые штемпеля имели некоторые отличия от старых — подпись медальера значилась как «П. У.». «Семейный полуторарублёвик» императора Николая I чеканился из серебра. Вес монеты составил 33,11 г, из которых 27 г было чистого серебра. Диаметр монеты составил 40 мм.
На Санкт-Петербургском монетном дворе в 1836 году были отчеканены золотые 10 рублей в память 10-летия коронации. Вес монеты составил 13,08 г, из них 12 г чистого золота. Диаметр монеты — 27,5 мм.
В 1839 году был отчеканен серебряный полуторарублёвик в память открытия памятника-часовни на Бородинском поле. Вес монеты составил 33,11 г, из которых 27 г было чистого серебра. Диаметр монеты — 40 мм.
В 1841 году была отчеканена серебряная монета в память бракосочетания наследника престола. Вес монеты — 20,73 г, из них чистого серебра — 18 г. Диаметр — 35,5. На монете присутствовала подпись медальера «РЕЗАЛЪ ГУБЕ».
Памятные монеты отличались оригинальным рисунком и интересным художественным оформлением. Над их созданием работали известные гравёры: А. Ф. Васютинский, В. А. Алексеев, А. А. Грилихес, Губе, А. П. Лялин, который считался воспитанником известного медальера Ф. Н. Толстого.
В 1913 году в честь 300-летия царствования Дома Романовых был отчеканен рубль, тираж которого составил полтора миллиона экземпляров.
Еще одна памятная монета — Гангутский рубль, отчеканенный в количестве 30 тысяч штук в июне 1914 года в честь двухсотлетия с момента известного сражения на море — победы русского флота над шведским флотом в Балтийском море вблизи мыса Гангут. Гангутский рубль — последняя памятная монета, отчеканенная во времена существования Российской империи.
Для создания памятных монет привлекались известные гравёры, художники и медальеры.